# Blanche d'Anjou (1250-1269)
Pour les articles homonymes, voir Blanche d'Anjou.
Blanche d'Anjou (1250- 1269), est la fille aînée de Charles Ier d'Anjou et de sa première épouse, Béatrice de Provence. Elle est la première épouse de Robert III de Flandre.

## Biographie
Blanche est la fille aînée de Charles Ier d'Anjou, le plus jeune fils de Louis VIII de France, et de Béatrice de Provence, comtesse de Provence et de Forcalquier. Elle est la sœur de Béatrice, impératrice titulaire de Constantinople, de Charles II d'Anjou et d'Isabelle, reine de Hongrie. En 1266, son père est investi roi de Sicile par le pape Clément IV, et fonde la maison capétienne d'Anjou-Sicile.
En 1265, Blanche épouse Robert de Béthune. Cette union semble être heureuse. Le couple a un fils, Charles, qui meurt jeune après avoir été fiancé à Isabelle, fille d'Hugues IV de Bourgogne et de Béatrice de Champagne.
Blanche meurt en 1269. Son époux la fait enterrer à Flines, et sa tombe affiche clairement l'alliance entre la Flandre et la Sicile : le roi Charles et la reine Béatrice y figurent en bonne place. Robert démontre encore son attachement à l'alliance en choisissant comme seconde épouse en 1272 Yolande de Bourgogne, sœur de Marguerite, nouvelle épouse de Charles Ier d'Anjou.